# Nicefor Bryennios (uzurpator)
Nicefor Bryennios (grec. Νικηφόρος Βρυέννιος ο πρεσβύτερος)  – wódz i uzurpator bizantyński w latach 1077-1078.
Nicefor Bryennos był duksem Draczu. W 1072 zgniótł powstanie Słowian. Był najwybitniejszym przedstawicielem bizantyńskiej arystokracji wojskowej w europejskich posiadłościach Cesarstwa. W 1077 obwołał się cesarzem. W początkach listopada 1077 wkroczył do swego rodzinnego miasta Adrianopola. Stamtąd wysłał armię, która podeszła aż pod mury Konstantynopola. Jednocześnie przeciwko Michałowi VII Dukasowi wszczął bunt inny uzurpator Nicefor III Botaniates. Wobec zaistniałej sytuacji 31 marca 1078 Michał VII Dukas abdykował i usunął się do klasztoru. Tron objął Nicefor III Botaniates. Synem bądź wnukiem Nicefora Bryenniosa był historyk, mąż Anny Komneny - Nicefor Bryennios. 

## W kulturze
W serii gier wideo Crusader Kings jednym z grywalnych władców jest Nikephoros Bryennios, przedstawiony jako władca temu Kibyrrhaiotai.